# Malá Domaša
Malá Domaša (in ungherese Kisdomása) è un comune della Slovacchia facente parte del distretto di Vranov nad Topľou, nella regione di Prešov.